# Керкира (ном)
Ке́ркира (греч. Κέρκυρα) — ном в Греции, в группе Ионических островов.
Состоит из острова Керкира и нескольких мелких островов, расположенных рядом с главным островом. Столица — Керкира. Центр туризма на Ионическом море.